# 嘉長
嘉長（かちょう、生没年不明）は、安土桃山時代から江戸時代前期にかけての金工師（鋳物師）、七宝師。

## 生涯
伊予松山(愛媛県)の生まれの金工で、姓は不詳。豊臣秀吉の招により上洛し、京都堀川油小路に住した。
七宝の技法（七宝流しの法）を心得ており、秀吉によって建立される建築の金具などの制作に当たったといわれるが、その生涯について記録に残るものは乏しい。
一説によれば、小堀遠州が秀吉の輩下であったころ嘉長を知り、自らの勝色縅鎧(おどしよろい)金具の七宝を手がけさせたと伝えられる。また、遠州に登用され、現在も見ることができる桂離宮の金物類を製作したと伝えられる。伝承では同時期に建立された、大徳寺や曼殊院などの引手や釘隠も嘉長の作といわれる。
嘉長と同時期の七宝師に平田道仁がおり、同じく京都に居住していたことから嘉長と同一人物視する説も見られるが、その技法に隔たりがあるとともに、史料上もこれを明らかにはしがたい。たとえば、「藤堂家茶道記録」なる史料の中には、「金物は嘉長、惣銀の金物活透し」と記載があり、この史料に年記は無いが五代将軍徳川綱吉の母である桂昌院（1624～1705）、伊勢藤堂家の御用商人であった藤村庸軒（1613～1699）、初代山本春正の子で姓を春正と改めた蒔絵師（1641～1707）の三人が同時に関係していることから、金物師嘉長は実在した人物であると同時に、十六世紀中～後期にかけて活躍した人物と推定する説がある。
このような記録と、長期に渡る桂離宮の造営期間などを鑑みると、実際に金物が取り付けられた時期などにもよるが、嘉長もまた、道仁のように子孫や弟子により数世代にわたって名乗られたやも知れない。
いずれにせよ、大徳寺、曼殊院、修学院離宮、西本願寺、二条城、その他、今も残る飾金具を見れば、この頃の御殿や神社仏閣の造営のため、嘉長のような金工が京都の内外から集められたのは間違いないことであろう。
なお、明治27年に発行された、横井時冬著『工芸鏡』では、嘉長は「鋳物工」として、平田道仁は「七宝工」として別々の項に記載されている。ただし、その技法についてはどちらも「七宝流しの法」としており、平田派と同じ七宝工として記載の梶常吉の技法については「七宝焼」としている。

## 代表作
桂離宮に代表される京都の寺社・離宮の金物等が嘉長の作として伝えられている。たとえば、小西本「桂御別業之記」によると、新御殿の水仙形釘隠や月字形襖引手などについて「嘉長作　其頃彫物名人ト伝」とある。また横井時冬の調べでも、「桂御別業之記補註」「大沢氏筆記」をもとに、以下の金物（七宝含む）が嘉長の作と特定されている。
- 桂離宮　新御殿　長押釘隠し（水仙形）
- 桂離宮　新御殿　一の間/二の間　襖引手（月字形）
- 桂離宮　楽器の間　杉戸引手（市女笠形）
- 桂離宮　月波楼　襖引手（手機の杼形）
- 桂離宮　松琴亭　戸袋引手（結紐形）
- 桂離宮　松琴亭　二の間　戸袋引手　「栄螺文七宝引手」（有線七宝）
- 桂離宮　笑意軒　中の間　襖引手（櫂形）

## 堀川油小路
嘉長が住んでいたという堀川油小路という呼び名は現在の地図上などでは使われていないことから、「どの地点を指すのか定かではない」とする意見が見られる。しかし、京都に住んでおれば（かつてはメインストリートであった）油小路通と堀川通が交わるところを思い浮かべるのが自然に見える。現在、この地点の大部分がJR京都線、山陰本線、嵯峨野線などの線路になっているためか、一筋北に上る堀川塩小路の誤りではないかという意見も見られるが、いずれにせよこの付近であるのだから、同時期の他の七宝師の所在地と比べても、記載の地点がどこを指すのかは概ね明らかである。むしろ、様々な伝承の正確性そのものを問題にすべきであろう。